# Колодежі (Червенський район)
Колодежі (біл. вёска Колодежи) — село в складі Червенського району Мінської області, Білорусь. Село є адміністративним центром Колодезької сільської ради, розташоване в центральній частині області.